# Chollima
Um Chollima (também conhecido como Qianlima, Senrima ou Cheollima, literalmente "cavalo de mil milhas") é um cavalo alado mítico que se origina dos clássicos chineses e é comumente retratado na mitologia do Leste Asiático. Dizem que esse cavalo alado é muito rápido e elegante para ser montado (por qualquer homem mortal).

## China
Começando por volta do terceiro século a.C., os clássicos chineses mencionam Bole, um domador de cavalos mitológico, como um exemplo de avaliação de cavalos. Bole é frequentemente associado com o famoso Qianlima (chinês: 千里馬), o "cavalo de mil milhas", que era supostamente  capaz de galopar mil li (aproximadamente 400 km) em um único dia. Qianlima era uma palavra chinesa literária para pessoas com talento e habilidade latentes; e Madeline K. Spring sugere: "Durante séculos da história chinesa, os cavalos foram considerados animais capazes de realizar proezas que exigiam força e resistência excepcionais. Possivelmente é por esta razão que desde cedo os cavalos têm sido usados alegoricamente para representar pessoas extraordinárias. Bole reconhecer um qianlima era uma metáfora para um sábio governante que selecionava "oficiais-eruditos" talentosos. Assim, "Gênios na obscuridade eram chamados cavalos de mil que ainda não haviam conhecido o Bole".

## Japão
Keitoku Senrima (Kim Ge-Dok), um boxeador profissional de peso médio no Japão usa o nome artístico "Senrima" (a forma japonesa de Qianlima/Chollima) para fazer referência às campanhas de Chollima da Coreia do Norte e assim expressar sua herança Zainichi.

## Coreia do Norte

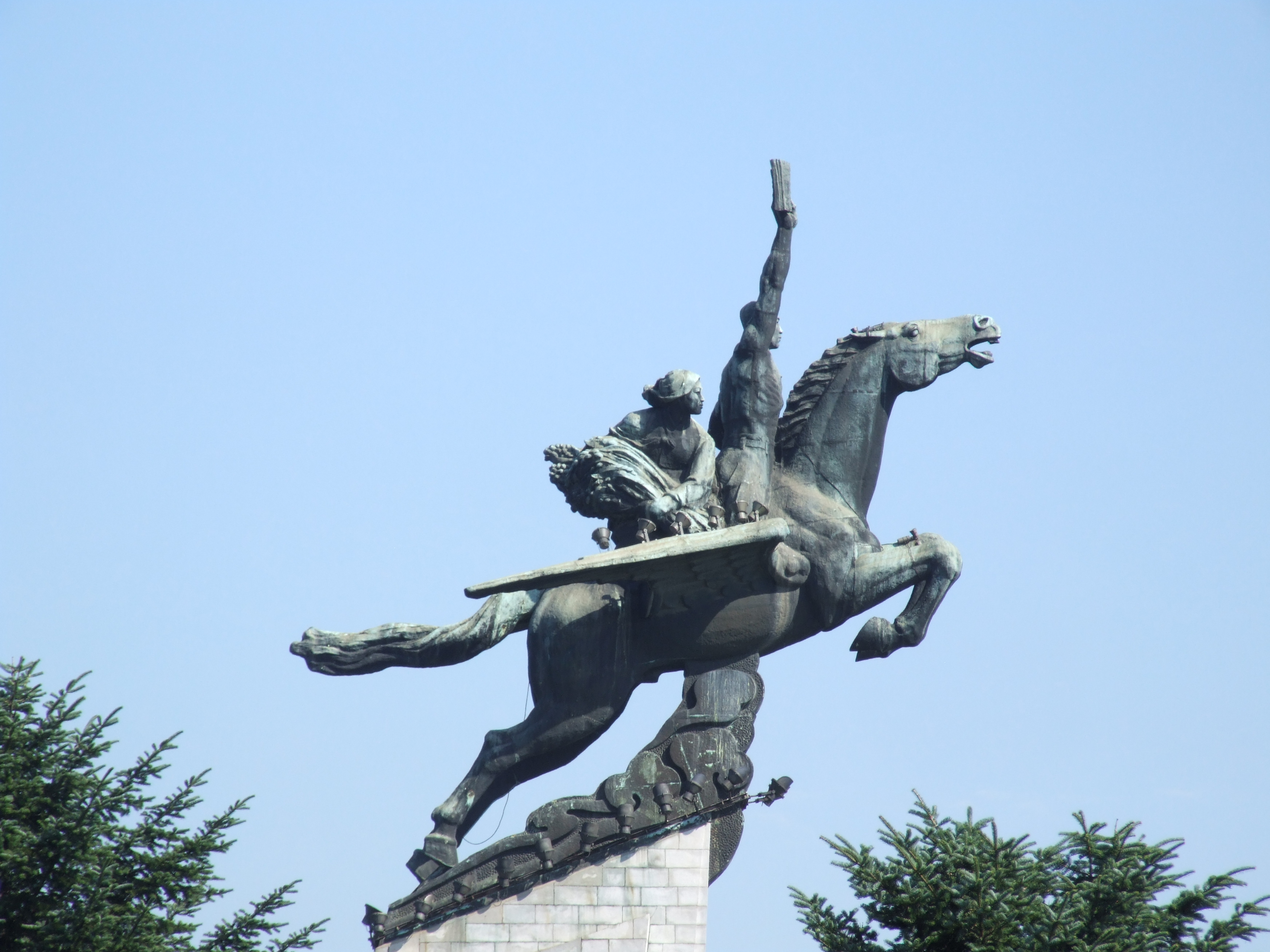
A estátua de Chollima em Pyongyang simboliza o avanço da sociedade coreana na velocidade do Chollima.

Chollima é um símbolo importante na Coreia do Norte. É usado como o apelido de sua equipe nacional de futebol da associação. O Estado também deu o nome ao Movimento Chollima, que promoveu rápido desenvolvimento econômico, semelhante ao do Grande Salto Adiante da China e do Movimento Soviético Stakhanovista. Após a Guerra da Coreia, o país exigiu que a sua reconstrução funcionasse novamente. A fim de agilizar a construção, o presidente Kim Il-sung criou o slogan "pressa como a velocidade de Chollima".
Várias estátuas desta criatura são encontradas em Pyongyang, a capital da Coreia do Norte. A estátua de Chollima simboliza "o heroísmo, o espírito de luta constante do povo coreano, e as inovações que avançam tão rapidamente, na velocidade do Chollima". Um notável pode ser encontrado perto da Colina Mansu, que foi concluído em 15 de abril de 1961. A Estátua de Chollima tem aproximadamente 46 metros de altura e 16 metros de comprimento, medido desde o asfalto até o topo da Carta Vermelha (documento segurado pelo trabalhador) do Comitê Central do Partido dos Trabalhadores da Coreia representando a classe trabalhadora. A estátua de Chollima foi premiada com o Prêmio do Povo.
Há uma estátua em tamanho reduzido da Estátua de Chollima em Pequim, na China, no Museu de Arte Mansudae. Um museu que exibe e vende obras do estúdio de arte norte-coreano Mansudae, um dos maiores centros de produção artística do mundo.